# Civita di Sant'Urbano

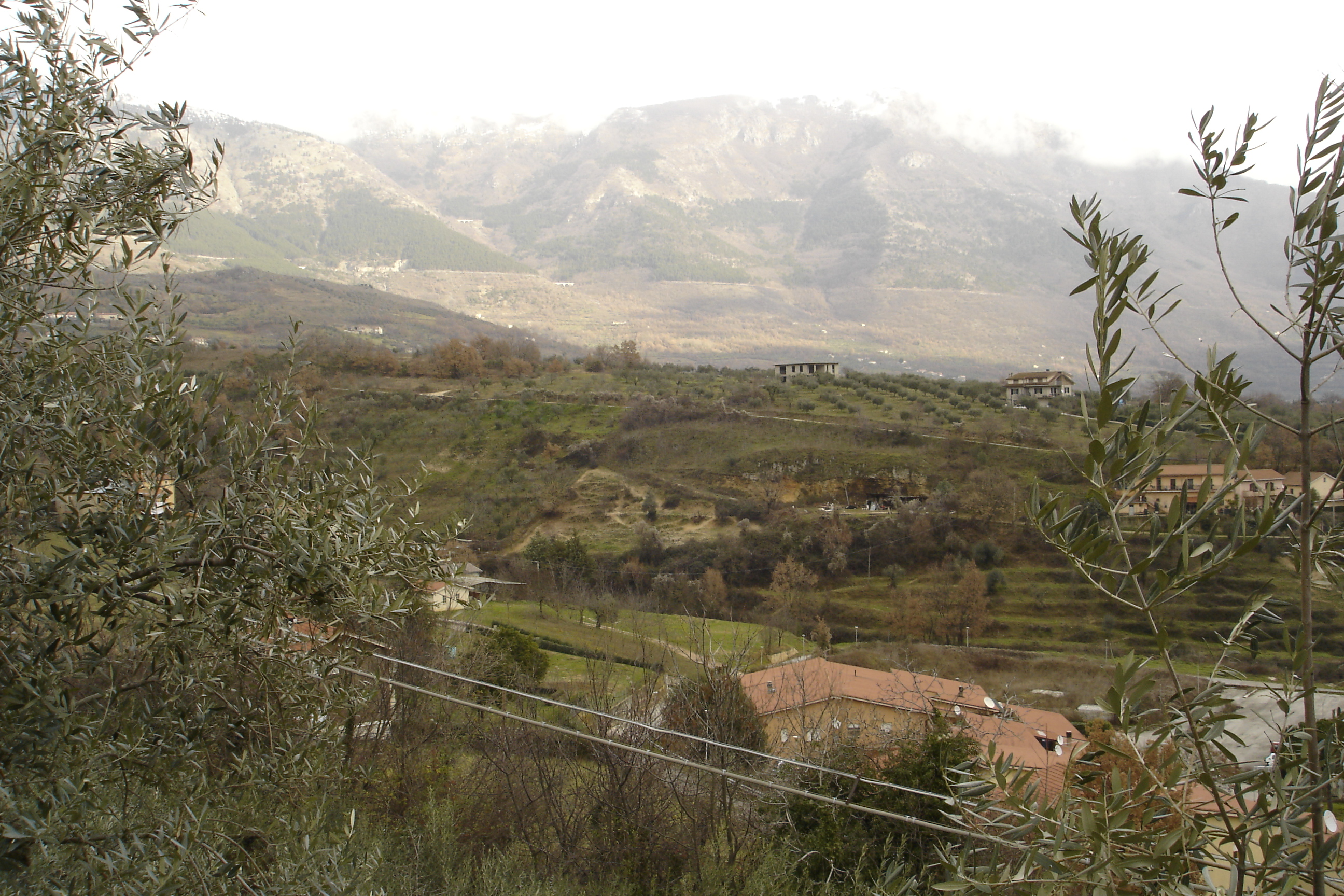
Colle della Civita, località in cui fu costruita Sant'Urbano

Sant'Urbano, o Civita di Sant'Urbano, in latino medievale Cibitate Sancti Urbani, fu un antico insediamento rurale fortificato della Terra di San Benedetto, di fondazione benedettina, in un'area collinare oggi ricadente nel comune di Alvito, sulla via che dalla Valcomino portava agli Abruzzi attraverso Campoli o Pescasseroli.
Il primo nucleo abitato fu fondato dai monaci cassinesi o più probabilmente dai volturnensi, che avevano già favorito l'insediamento di nuovi popolamenti a San Donato Val di Comino e nel circondario di Atina. La zona da tempo era oggetto di un discreto sviluppo economico ed agricolo, che aveva come centro vitale della ricchezza e del benessere comune la curtis, il tipo di insediamento che si sviluppò dopo la crisi dell'economia villatica romana. Nel Mezzogiorno, specialmente dopo l'arrivo dei longobardi, quindi nelle regioni dell'antico Sannio, e della Campania («Langobardia Minor»), l'economia rurale fu incoraggiata dai monaci benedettini, con fondazioni di cenobi e, in età più tarda, di vere e proprie città (Sant'Angelo in Theodice, Sant'Urbano, San Donato, Saracinesco).

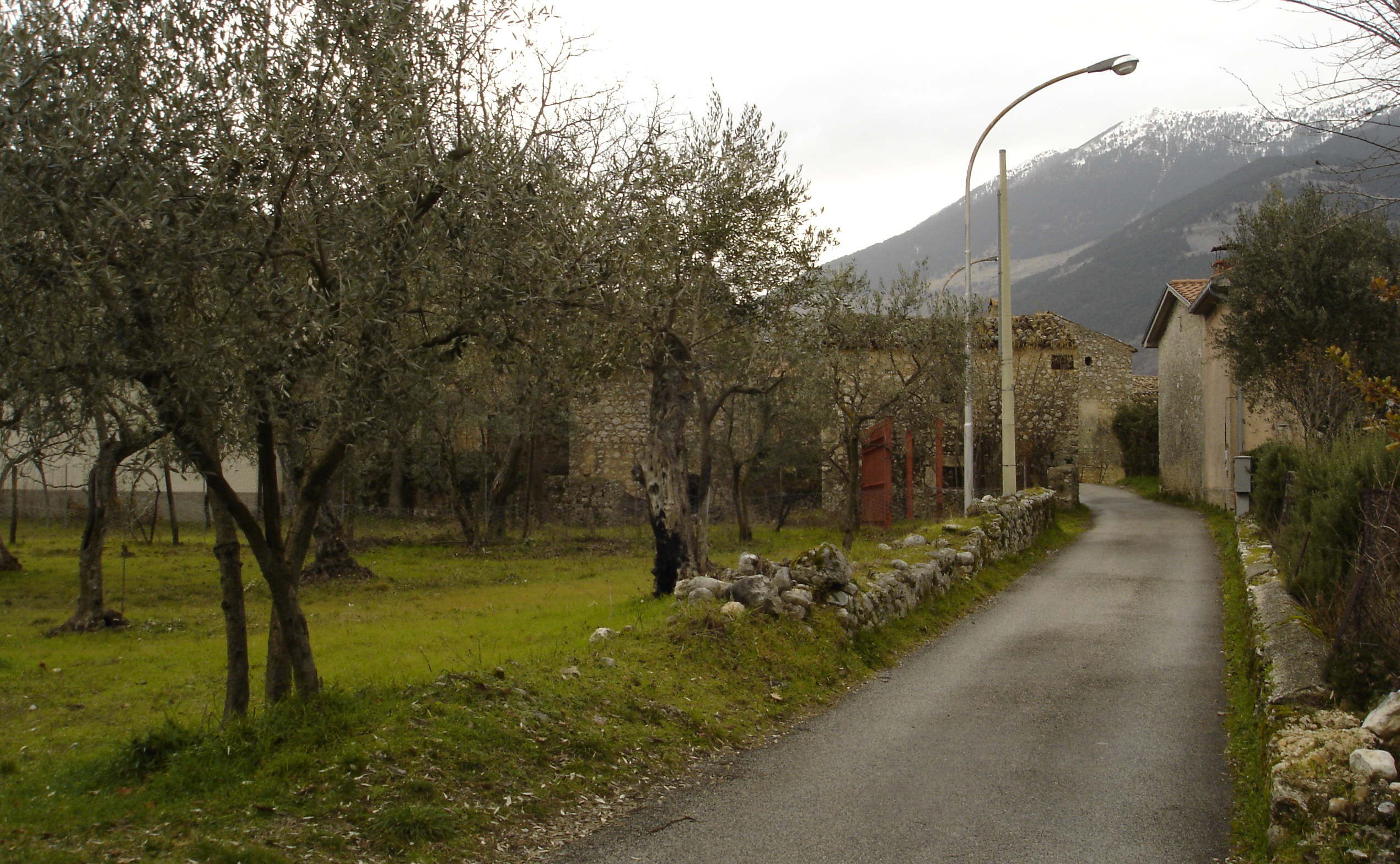
Sant'Onofrio, tracce di modelli abitativi della curtis

## Distruzione, ricostruzione e abbandono
Secondo fonti storiche è certo che la città fu ricostruita dopo il 976, quando l'abate di Montecassino Aligerno incaricò alcuni feudatari della vicina Vicalvi di edificare nei pressi di un'antica città distrutta un nuovo castello e insediarvi entro delle mura un borgo fortificato. Si è ipotizzato perciò che, quando attorno nell'881 fu distrutta San Vincenzo al Volturno, e due anni dopo Montecassino, dai Saraceni, i musulmani giunsero anche in Valcomino e saccheggiando, causarono la prima rovina di Sant'Urbano.
Da allora non ci fu più nessun centro urbano di rilievo finché Aligerno non reinsediò Montecassino nella sua sede naturale cassinate, dopo il cosiddetto «esilio di Teano» e concesse i suoi possedimenti in Sant'Urbano ai nobili vicalvensi perché ivi ricostruissero una città. Le disposizioni esplicitamente contrattuate prevedevano che il borgo (castrum) avrebbe dovuto avere una cinta muraria con porte e torri difensive e i coloni che l'avrebbero popolato dovevano disporre di un orto appena fuori le mura, di un'abitazione e di un fondo agricolo nella campagna circostante.
Il nuovo insediamento però non fu definitivo. La città fu presto abbandonata in favore di centri economici più floridi come Santa Maria del Campo o le pendici del Monte di Albeto, la futura Alvito. 
Oggi della città restano poche tracce, nella toponomastica (località Colle della Civita, Colle della Setta), nella viabilità rurale che ancora ricalca l'assetto benedettino, tra Sant'Onofrio e Alvito, e in opere minori come la fontana situata ai piedi dell'antico abitato («le fontanelle») e un piccolo santuario michaelico su una rupe prospiciente la fontana.